# 德比 (佛蒙特州)
德比（英語：Derby）是位於美国佛蒙特州奧爾良縣的鎮，根據2020年美國人口普查，人口為4,579人，在奧爾良縣城鎮中人口最多。包含四個非建制地區：Beebe Plain、Clyde Pond、Lake Salem與North Derby，和兩個村：Derby Center與Derby Line。